# Víctor Freixanes
Víctor Fernández Freixanes, nascido em 24 de Agosto de 1951 em Pontevedra, Galiza. É um jornalista, editor e escritor galego. É irmão do pintor Xosé Freixanes.

## Trajectória

### Formação e escrita
Licenciado em Filologia românica em 1973 pela Universidade de Santiago de Compostela. Após uma estância em Madrid trabalhou no departamento de actividades culturais de Radio Popular de Vigo e foi professor colaborador do ICE em Vigo. Desde então iniciou um intenso labor jornalístico na imprensa, rádio e televisão. Em 1976 saiu do prelo o seu primeiro livro, Unha ducia de galegos, um livro de entrevistas e em 1980 publicou Memoria dun fuxido. Ganhou o Prêmio Modesto R. Figueiredo em 1978 com A caza de cascudas. Com O triángulo inscrito na circunferencia (1982) ganhou o Prêmio Blanco Amor. O enxoval da noiva (1988) e A cidade dos césares (1993) são outras duas novelas destacáveis de Freixanes.

### Actividades
Professor da Faculdade de Ciências da Comunicação da Universidade de Santiago de Compostela. Apresentou na TVG o programa dedicado aos livros e a literatura A Trabe de Ouro (1986-1987). Foi director geral da Edicións Xerais de Galicia (1989-1993), director de edições do Grupo Anaya e da Alianza Editorial (1994-1998), é director geral da Editorial Galaxia desde 2002. No ano 2004 leu o discurso de ingresso na Real Academia Galega.

## Obras

### Ensaio
- 1980: Memoria dun fuxido (Edicións Xerais de Galicia)

### Narrativa
- 1982: O triángulo inscrito na circunferencia (Galaxia)
- 1988: O enxoval da noiva (Editorial Galaxia).
- 1993: A cidade dos Césares (Editorial Galaxia).
- 2010: Cabalo de ouros (Editorial Galaxia). Traduzido ao castelhano no 2012 como Caballo de oros, publicado em Siruela.

### Obras colectivas
- 1976: Unha ducia de galegos (Editorial Galaxia).
- 1978: Traballos premiados no 4º concurso de narracións curtas Modesto R. Figueirido do Pedrón de Ouro, Edicións do Castro.
- 1990: 12 anos na búsqueda da nosa identidade (Xermolos).
- 1990: O relato breve. Escolma dunha década (1980-1990) (Editorial Galaxia).
- 1996: Unha liña no ceo (58 narradores galegos 1979-1996) (Edicións Xerais de Galicia).
- 1998: Johan de Cangas, Martín Codax, Meendinho. Unha fotobiografía (Edicións Xerais de Galicia).
- 2001: Galicia, unha luz no Atlántico (Edicións Xerais de Galicia).
- 2001: A memoria de Pontevedra (Edicións Xerais de Galicia).
- 2001:Palabras con fondo (Fondo Galego de Cooperación e Solidariedade).
- 2001: Poetas e Narradores nas súas voces (Vol. I) (Consello da Cultura Galega).
- 2002: Un futuro para a lingua (Xunta de Galicia).
- 2003: Carlos Casares. A semente aquecida da palabra (Consello da Cultura Galega).
- 2003: Narradio. 56 historias no ar (Edicións Xerais de Galicia).
- 2004: Xela Arias, quedas en nós (Edicións Xerais de Galicia).
- 2009: Marcos Valcárcel. O valor da xenerosidade (Difusora).
- 2010: Fermín Penzol: unha obra para un país (Editorial Galaxia).

## Prêmios
- Prêmio Modesto R. Figueiredo em 1978, por A caza de cascudas.
- Finalista do Prêmio Internacional da Prensa em Niza no 1980, por Memoria dun fuxido.
- Prêmio Blanco Amor no 1982, por O triángulo inscrito na circunferencia.
- Prêmio da Crítica de narrativa galega no 1982, por O triángulo inscrito na circunferencia.
- Premio da Crítica de criação literária no 1983, por O triángulo inscrito na circunferencia.
- Premio da Crítica de criação literária no 1989, por O enxoval da noiva.
- Prêmio Torrente Ballester no 1992, por A cidade dos Césares.
- Prêmio da Crítica de narrativa galega em 2010, por Cabalo de ouros.